# Astral Weeks
| Recensione                        | Giudizio         |
| --------------------------------- | ---------------- |
| AllMusic                          | [ 4 ]            |
| Storia della musica               | [ 5 ]            |
| The New Rolling Stone Album Guide | [ 6 ]            |
| Sputnikmusic                      | 5.0 (Classic)    |
| Piero Scaruffi                    | [ 8 ]            |
| Ondarock                          | (Pietra miliare) |
| Dizionario del Pop-Rock           | [ 10 ]           |
| 24.000 dischi                     | [ 11 ]           |
| Spazio Rock                       | [ 12 ]           |

Astral Weeks è il secondo album del musicista britannico Van Morrison, uscito nel 1968.
Regolarmente inserito ai vertici delle più autorevoli liste critiche riguardo ai migliori dischi di sempre, nel 1995 è stato posizionato al secondo posto nella lista sui migliori album di sempre stilata dai 76 giornalisti/critici della prestigiosa rivista Mojo, nel gennaio 2016 al terzo posto nella lista critica di Uncut sui migliori 200 albums, al diciannovesimo nella lista dei 500 migliori album secondo Rolling Stone (giornalisti, musicisti, dj, produttori, etc...), al terzo posto nel 1993 sul Times. Nel 1997, Astral Weeks si posizionò al numero 9 della classifica dei migliori album di tutti i tempi secondo il sondaggio Music of the Millennium, condotto da HMV, Channel 4, The Guardian e Classic FM. È stato, tra i tanti, "l'album più importante fino ad oggi nella mia vita" ("Stranded", 1979) per il leggendario critico rock Lester Bangs, "l'album che ho più ascoltato in vita mia" "my favourite record of all time" ("Listen to Van Morrison" e "Writings 1968-2010") per un'altra icona del giornalismo musicale come Greil Marcus, per Dave Marsh "c'è Astral Weeks... e poi ci sono tutti gli altri album" (slkelly.org) e "il mio classico" per il regista Wim Wenders "quasi tutti gli esseri umani su questo pianeta dovrebbero conoscere il più grande album di tutti i tempi" (Deutschlandradio, daybyday.press/article4044 2012). Astral Weeks è stato definito come l'album più "deificato" nella storia della musica popolare (Great Rock Discography).
Astral Weeks uscì un anno dopo il primo album di Van Morrison, Blowin' Your Mind!. Grazie a questo secondo album Van Morrison ebbe un grande riscontro di critica (disco dell'anno per Rolling Stone e uno dei dischi dell'anno per Melody Maker) ma non molta popolarità, poi però raggiunta con il disco successivo Moondance del 1970.

## Il disco
Considerando che prima di allora Morrison aveva realizzato canzoni da top ten come Brown Eyed Girl (1967) o Gloria, realizzato con il suo gruppo irlandese "Them", questo album fu un decisivo cambiamento stilistico. Van Morrison stava vivendo un periodo sofferto, la brutta vicenda contrattuale del periodo Bang fu moralmente un brutto colpo.
In quel periodo decise di cambiare totalmente genere e si mise a suonare dal vivo un innovativo sound folk jazz acustico, lui chitarra e voce con l'aggiunta di un flautista e un contrabbassista. Da quei live nascono le prime idee dell'album che lo consacrerà alla storia. "Conoscevo i proprietari di quello studio, l'Ace recording Studio, al numero 1 di Boylston Place, e quando lui ha suonato l'inizio di Astral Weeks mi sono quasi messo a piangere. Ho sentito qualcosa che mi vibrava dentro e ho capito che volevo lavorare su quel sound" (Lewis Merenstein, produttore 1968).
Il 25 settembre 1968 ai Century Sound Studios di New York ci fu la prima sessione di registrazione (delle tre totali) di Astral Weeks. Furono registrate in ordine "Madame George", "Cyprus Avenue" e "Beside You". La quarta, "Astral Weeks", non era inizialmente inclusa nel disco.
Astral Weeks è uno degli album più enigmatici e profondi di sempre. Compositivamente superbo, l'album è il primo nella musica rock ad essere definito "impressionista", il primo ad aver catapultato il proprio ascoltatore in un determinato luogo, tempo e spazio, il primo a creare un'atmosfera poetica assolutamente originale; un nuovo e geniale linguaggio espressivo con pezzi che hanno fatto storia: la magia infinita della title track che si divide tra passione e redenzione, l'amore proibito e incondizionato di Cyprus Avenue, l'addio alla giovinezza di Madame George, il mistico romanticismo di Sweet Thing, lo sguardo poetico di Ballerina e la drammatica atmosfera di Beside You.
Di fortissimo impatto la voce estremamente duttile, estatica ed espressiva di Van Morrison, il suo modo di interpretare risulta geniale e innovativo, con frasi e parole ripetute in modo davvero intenso e suggestivo, capaci di farti entrare totalmente dentro il disco. Un flusso di coscienza spesso paragonato allo stile espressivo dello scrittore irlandese James Joyce.
I brani sono formati da basi blues e sonorità folk-jazz, sono suddivisi in due parti, intitolate In the beginning (le quattro sul lato A) e Afterwards (le quattro sul lato B).
La musica di Astral Weeks è allo stesso tempo drammatica ed esaltante, ispirata alla grande poesia irlandese (Joyce, Yeats, Blake), mistica, romantica e dotata di una trascendente spiritualità che diverrà negli anni l'aspetto più amato dell'arte morrisoniana. Nel complesso Astral Weeks è un disco che fa della spontaneità e della libertà espressiva la sua vera forza. Infatti i musicisti improvvisano mirando e completando magnificamente l'aspetto"impressionistico", poetico ed ambientale del disco.
Come accade spesso nel mondo dell'arte, se inizialmente fu accolto freddamente dal pubblico in seguito ha incrementato di anno in anno le sue vendite e la sua fama raggiungendo ben presto lo status di classico.
L'album fu realizzato con un quintetto jazz di cui facevano parte lo straordinario bassista acustico Richard Davis (di qualità incredibile il suo apporto al disco), il chitarrista jazz Jay Berliner, e il batterista Connie Kay; gli arrangiamenti furono curati da Larry Fallon.

## Tracce
Lato A
(In the Beginning)
Testi e musiche di Van Morrison.
1. Astral Weeks – 7:00
2. Beside You – 5:10
3. Sweet Thing – 4:10
4. Cyprus Avenue – 6:50

Lato B
(Afterwards)
Testi e musiche di Van Morrison.
1. The Way Young Lovers Do – 3:10
2. Madame George – 9:25
3. Ballerina – 7:00
4. Slim Slow Slider – 3:20

Edizione CD del 2015, pubblicato dalla Warner Bros. Records (R2 551312)
Testi e musiche di Van Morrison.
1. Astral Weeks – 7:03
2. Beside You – 5:13
3. Sweet Thing – 4:22
4. Cyprus Avenue – 6:56
5. The Way Young Lovers Do – 3:11
6. Madame George – 9:41
7. Ballerina – 6:59
8. Slim Slow Slider – 3:29
9. Beside You – 5:57 – Bonus Track - Take 1
10. Madame George – 8:24 – Bonus Track - Take 4
11. Ballerina – 8:02 – Bonus Track - Long Version
12. Slim Slow Slider – 4:53 – Bonus Track - Long Version

## Formazione
- Van Morrison - voce, chitarra acustica
- Jay Berliner - chitarra
- Barry Kornfeld - chitarra in The Way Young Lovers Do
- Richard Davis - basso
- Connie Kay - batteria
- Larry Fallon – clavicembalo in Cyprus Avenue
- John Payne - flauto, sassofono soprano in Slim Slow Slider
- Warren Smith - percussioni, vibrafono

Note aggiuntive
- Lewis Merenstein - produttore (per la Inherit Productions)
- Larry Fallon - arrangiamenti e conduttore musicale
- Joel Brodsky - fotografia copertina album
- Ed Trasher - art director (grafica)[19]